# Rue Davioud
La rue Davioud est une voie du 16e arrondissement de Paris, en France.

## Situation et accès

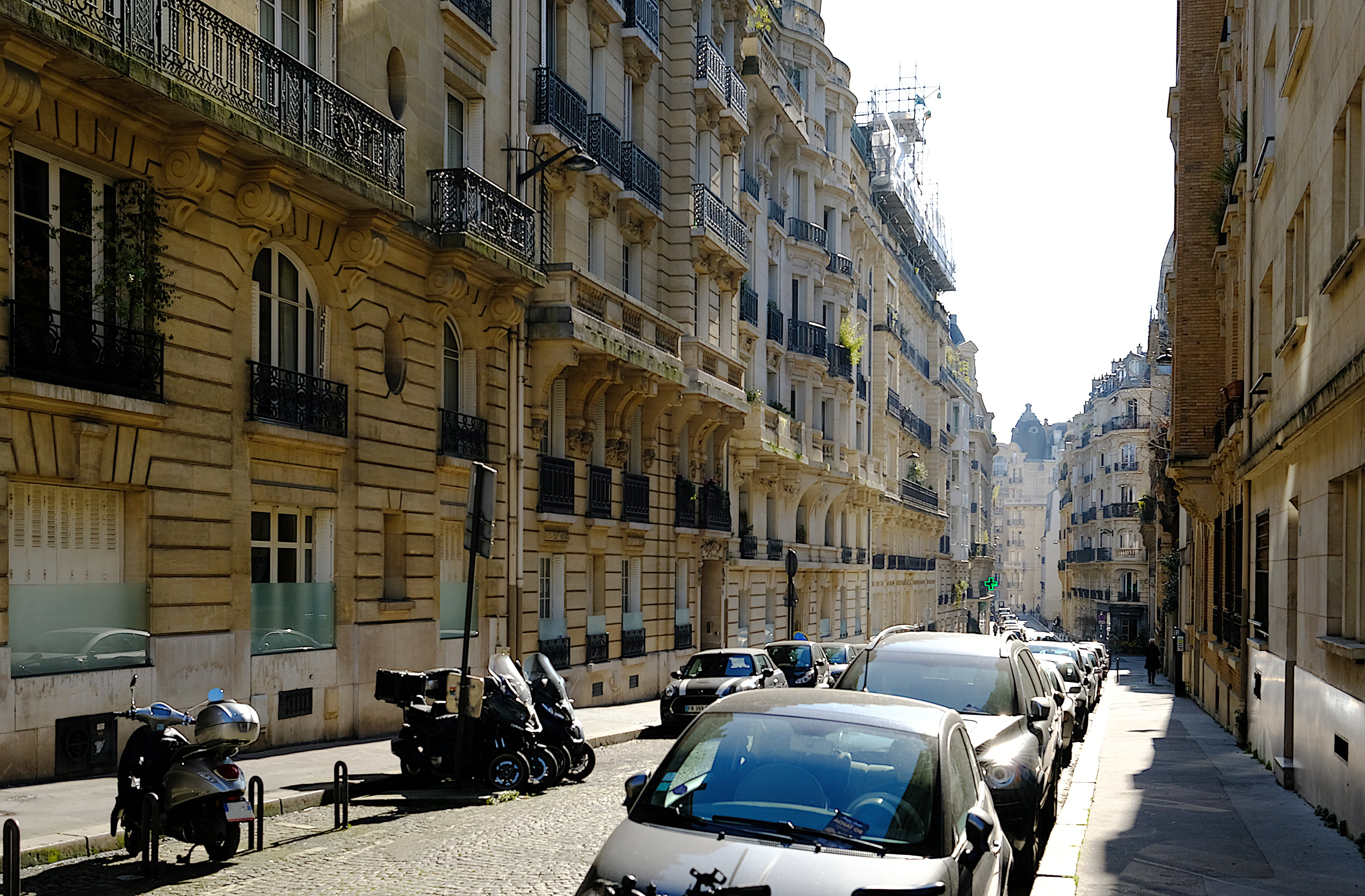
La rue Davioud, côté numéros impairs.

La rue Davioud est une voie publique située dans le 16e arrondissement de Paris. Elle commence 23, avenue Mozart et finit 48, rue de l'Assomption.
Le quartier est desservi par la ligne 9 à la station Ranelagh.

## Origine du nom

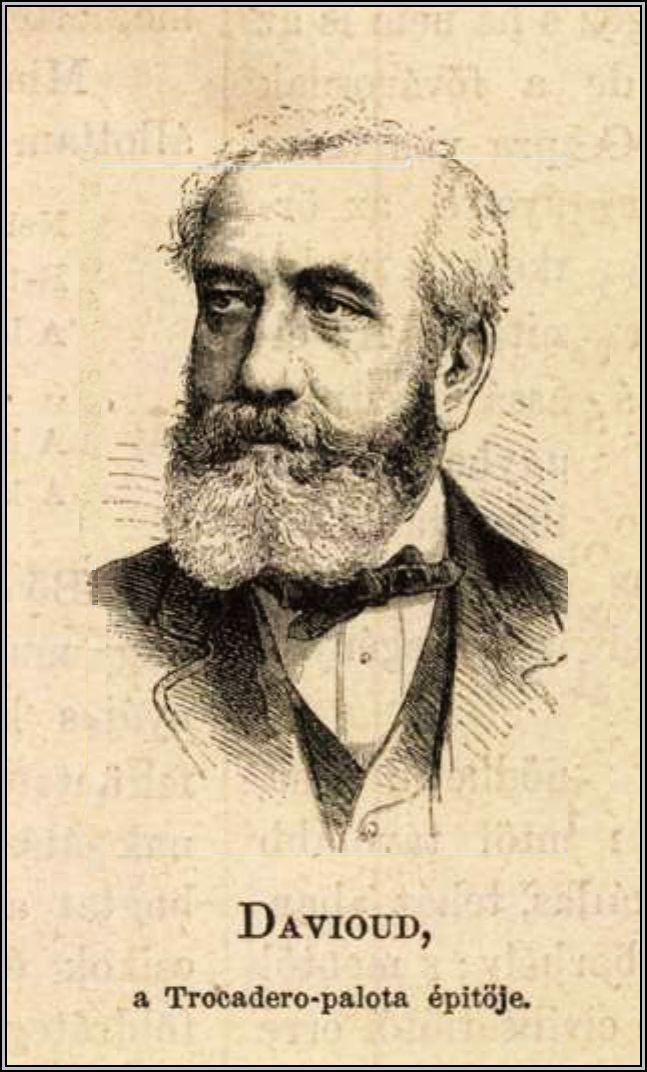
Gabriel Davioud.

Elle porte le nom de l'architecte français Gabriel Davioud (1823-1881).

## Historique
La voie actuelle a été détachée de la rue Pajou, prenant son nom actuel par arrêtés des 10 mars et 28 juillet 1896.
Le tracé de la voie existait avant 1896. Le Bulletin de la Société historique d'Auteuil et de Passy de 1901 liste en effet les anciens noms de la rue Pajou dont a été extraite la rue Davioud : ruelle Saint-Pol ou du Fief-Saint-Pol, puis rue des Fortes-Terres. Elle prend son tracé actuel au XVIIIe siècle, s'appelant d'abord rue de la Glacière, puis rue Pajou. C'est sous ce nom qu'elle est indiquée sur le plan cadastral de la commune de Passy, dressé en 1823. 

## Bâtiments remarquables et lieux de mémoire

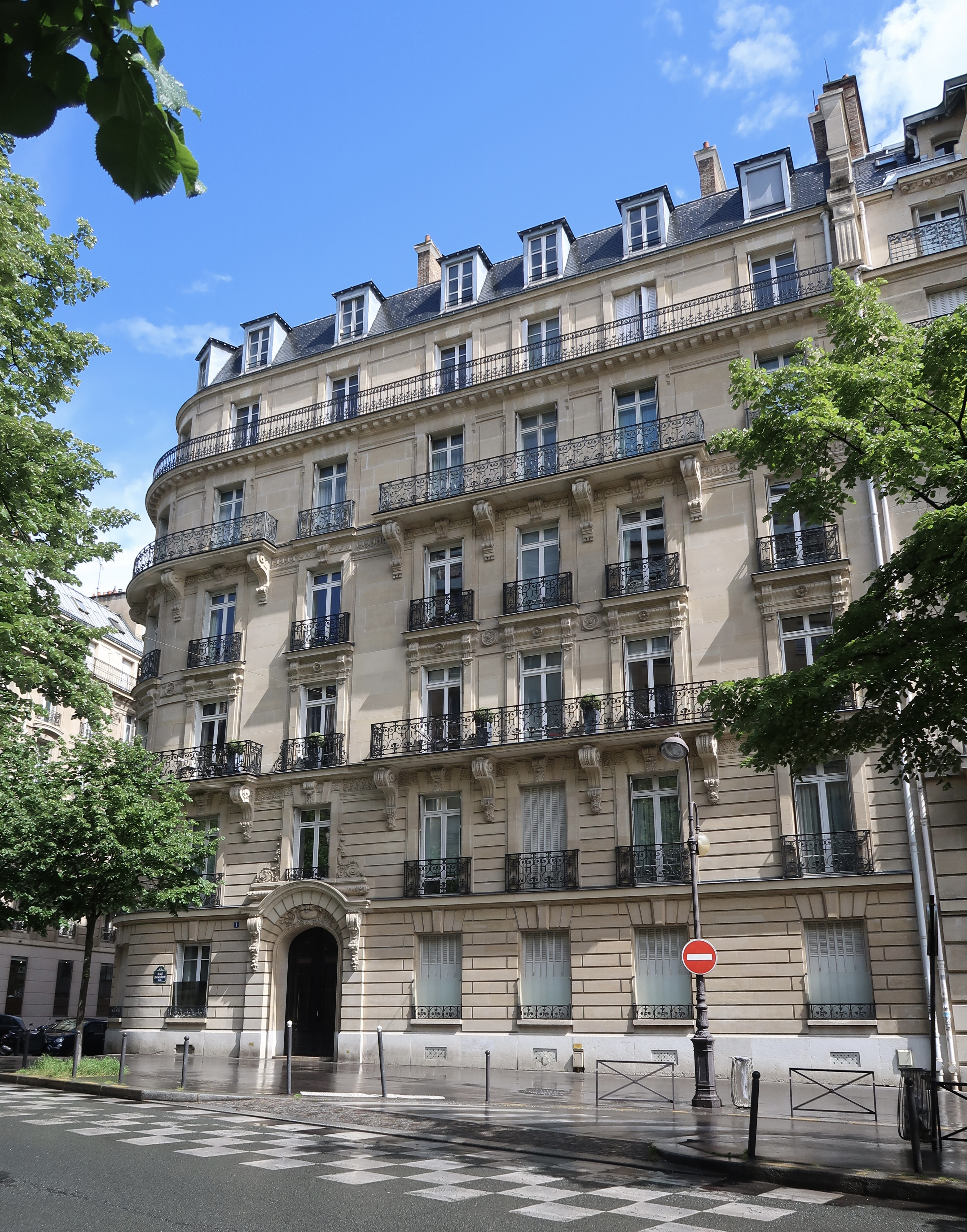
No 1.

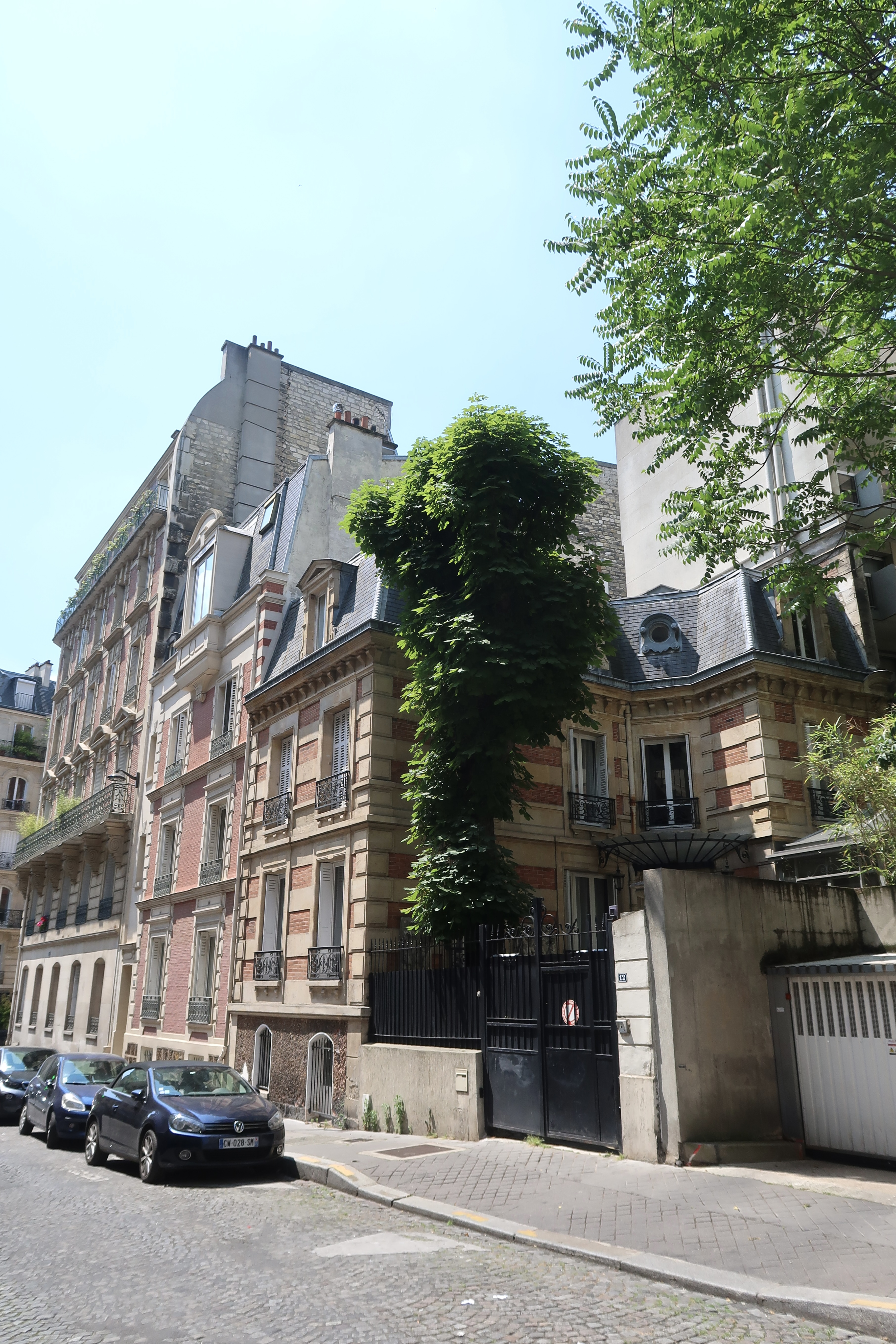
No 12.

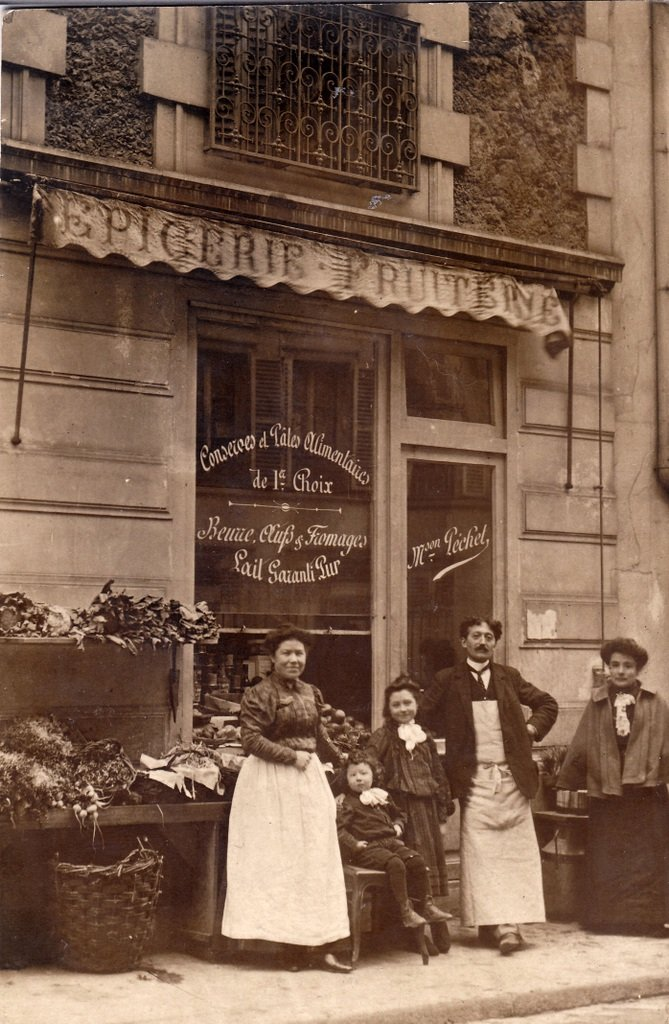
Au no 34 se trouvait autrefois l'épicerie Péchet. Elle a disparu vers 1913.

- No 12 : seule maison encore présente rue Davioud, le bâtiment a été victime à deux reprises de cambriolage en 1920 et 1926. Le 10 septembre 1920, Mlle Élise Soubeyrand-Moréville s'est fait dérober des bijoux d'une valeur de 2 millions de francs par un escroc qui avait acquis sa confiance. Peinée par cette trahison et portant la honte de sa crédulité, Mlle Soubeyrand s'enferma dans son hôtel particulier, ne laissant pas même sa femme de chambre entrer. Le 11 octobre, le commissaire du quartier de La Muette, M. Lompré, force l'entrée, avant de découvrir le corps sans vie de la femme, qui s'était donnée la mort[4].
- No 34 : une épicerie s'y trouvait avant 1913.
- No 37 : le 2 décembre 1977, l'immeuble est la cible d'un attentat terroriste visant Louis Zollinger, ancien juge chargé de l'affaire Ben Barka, chef de file du mouvement tiers-mondiste, opposant socialiste du roi du Maroc Hassan II, disparu après son enlèvement en plein Paris. Jamais retrouvés, les auteurs de l'attentat avaient déposé un explosif sur son palier au troisième étage. Louis Zollinger était absent au moment de l'explosion, qui n'a fait aucun blessé[5].